# Cinclosoma dors de coure
El  cinclosoma dors de coure  (Cinclosoma clarum) és un ocell de la família dels cinclosomàtids (Cinclosomatidae).

## Hàbitat i distribució
Habita els boscos d'eucaliptus, mallee i matolls d'Austràlia occidental i meridional.

## Taxonomia
Tradicionalment considerada coespecífica amb Cinclosoma castanotum, són considerades espècies diferents arran els treballs de Dolman i Joseph, 2015